# 大将ケ根
大将ケ根（たいしょうがね）は、愛知県名古屋市緑区の町名。現行行政地名は大将ケ根一丁目及び大将ケ根二丁目。住居表示未実施。

## 地理
名古屋市緑区の中央部に位置し、南東と南に境松、西に太子、北に姥子山、東に豊明市と接する。

## 歴史

### 町名の由来
鳴海町の小字名「大将ヶ根」による。古くは「太子ヶ根」「太子が根」「太子賀根」と呼ばれていたが、桶狭間の戦いの際、織田信長が当地で兵を結集して旗揚げをしたことから「大将ヶ根」に変化したのだという。

### 沿革
- 2007年（平成19年）11月17日 - 緑区鳴海町字姥子山・境松・大将ケ根の一部を編入し、設置[1]。

## 世帯数と人口
2019年（平成31年）3月1日現在の世帯数と人口は以下の通りである。
| 丁目           | 世帯数    | 人口    |
| -------------- | --------- | ------- |
| 大将ケ根一丁目 | 441世帯   | 1,100人 |
| 大将ケ根二丁目 | 753世帯   | 1,469人 |
| 計             | 1,194世帯 | 2,569人 |

### 人口の変遷
国勢調査による人口の推移
| 2010年（平成22年） | 2,428人 | [ 8 ] |  |
| 2015年（平成27年） | 2,582人 | [ 9 ] |  |

## 学区
市立小・中学校に通う場合、学校等は以下の通りとなる。また、公立高等学校全日制普通科に通う場合の学区は以下の通りとなる。
| 丁目           | 番・番地等 | 小学校               | 中学校               | 高等学校 |
| -------------- | ---------- | -------------------- | -------------------- | -------- |
| 大将ケ根一丁目 | 全域       | 名古屋市立太子小学校 | 名古屋市立東陵中学校 | 尾張学区 |
| 大将ケ根二丁目 | 全域       | 名古屋市立太子小学校 | 名古屋市立東陵中学校 | 尾張学区 |

## 交通

### 鉄道
- 名古屋鉄道
NH 名古屋本線 中京競馬場前駅

### 道路
- 愛知県道237号新田名古屋線

## 施設
- 名古屋境松郵便局

## その他

### 日本郵便
- 郵便番号 : 458-0822[4]（集配局：緑郵便局[12]）。